# Choeradoplana riutortae
Choeradoplana riutortae ist eine Art der zu den Landplanarien zählenden Gattung Choeradoplana. Sie kommt in Brasilien vor.

## Merkmale
Choeradoplana riutortae hat einen schlanken, subzylindrischen Körper und misst konserviert eine Länge von bis zu 42 Millimetern. Individuen der Gattung Choeradoplana weisen einen Retraktormuskel und Drüsen im Kopfbereich auf. Das Vorderende ist nach hinten gebogen, so dass auf der Bauchseite wegen eines Muskeldrüsenorgans zwei kissenartige Strukturen im Kopfbereich erkennbar sind. Der Rücken hat eine helle elfenbeinfarbene Grundfärbung, worauf sich teilweise überlagernde sepiabraune Punkte verteilen, so dass es in einigen Bereichen wie eine homogene Färbung wirkt. Bei manchen Exemplaren bildet sich eine längs verlaufende Mittellinie, auf der die Grundfärbung durchschimmert, bei manchen Individuen beschränkt sich dies nur auf die Kopfregion. An den Seiten bilden die Punkte eine unregelmäßige Abschlusslinie des braunen Bereichs, die äußeren Seiten erscheinen in der Grundfärbung. Das Vorderende ist rückenseitig orangerot. Die Bauchseite ist am Vorderende in einem blassen orangeroten Ton gefärbt, der Rest der Bauchseite ist hellgrau. Am Vorderende fehlen Augen. Kurz hinter dem Vorderende verteilen sich viele Augen in zwei bis drei Reihen.
Der Kopulationsapparat weist ein männliches Atrium genitale auf, das so groß wie das weibliche Atrium ist.

## Verbreitung
Die Art wurde im Parque Nacional da Serra dos Orgãos bei Teresópolis im brasilianischen Bundesstaat Rio de Janeiro nachgewiesen.

## Etymologie
Das Artepitheton riutortae ehrt die Biologin Marta Riutort für ihre Leistungen bei der Forschung zur Evolution der Plattwürmer.